# Маргаритовская культура
Маргаритовская культура- археологическая культура времен бронзового века на территории Приморского края России. Название культуре дал памятник, расположенный в приустьевой части реки Маргаритовки, на окраине современного посёлка Моряк-Рыболов.  

## История изучения
Основа комплекса в каменном инвентаре — сочетание ретушированных и шлифованных изделий, среди которых есть орудия, подражающие бронзовым (наконечники копий и кинжалы). 
Для керамического комплекса характерны широкогорлые, слабопрофилированные сосуды с утолщённым в виде карнизика венчиком с различными оттисками, а также посуда с лощёными стенками ярко малинового цвета. 
Особенность комплекса — изделия из бронзы: наконечник листовидного копья и бляшки плоско-конической формы, а также литейные двусоставные формы, предназначенные для отливки копий, бляшек, втульчатых двухлопастных наконечников стрел и рыболовных крючков. 
Оригинальную черту комплекса составляют предметы из светлого мягкого камня, по форме и размерам близкие к современным шашкам.
Маргаритовские комплексы датируются второй половиной II тыс. до н. э.. Хозяйство создателей культуры включало примитивное скотоводство, возможно земледелие, охоту, рыболовство, собирательство, а также разнообразные домашние промыслы и бронзолитейное производство. 